# Об'єднані Арабські Емірати на Чемпіонаті світу з легкої атлетики 2017
Об'єднані Арабські Емірати на Чемпіонаті світу з легкої атлетики 2017, що проходив з 4 по 13 серпня 2017 року в Лондоні (Велика Британія) були представлені 1 спортсменом.

## Результати

### Чоловіки
Трекові і шосейні дисципліни
| Спортсмен     | Дисципліна | Забіги    | Забіги | Півфінал        | Півфінал        | Фінал           | Фінал           |
| Спортсмен     | Дисципліна | Результат | Місце  | Результат       | Місце           | Результат       | Місце           |
| ------------- | ---------- | --------- | ------ | --------------- | --------------- | --------------- | --------------- |
| Сауд Альзаабі | 800 м      | 1:53.34   | 7      | Завершив виступ | Завершив виступ | Завершив виступ | Завершив виступ |